# Angelo Emo (sommergibile 1919)
L’Angelo Emo è stato un sommergibile della Regia Marina. L'unità era intitolata al capitano da mar della Repubblica di Venezia Angelo Emo.

## Storia
Il 1º febbraio 1920, divenuto operativo, fu assegnato alla I Squadriglia Sommergibili di La Spezia. Lo comandava il capitano di corvetta Guido Bacci.
Il 21 novembre 1921, nel corso delle esercitazioni effettuate alla squadriglia, effettuò una prova d'immersione al largo di San Remo con a bordo la regina madre Margherita di Savoia (per commemorare tale fatto fu collocata una targa bronzea sulla torretta dell'unità).
Nel gennaio-febbraio 1923 svolse un viaggio di addestramento al largo delle coste siciliane.
Negli inverni 1923-1924 e 1924-1925 ebbe dislocazione a Livorno.
Il 25 gennaio 1926 entrò in cantiere a La Spezia e ne uscì solo il 31 maggio 1927, dopo approfonditi lavori di rimodernamento e manutenzione.
Nel luglio 1927 prese parte ad un'esercitazione in Mar Tirreno, e, nello stesso anno, partecipò ad una rivista navale tenutasi ad Ostia.
Colto da continui guasti ai motori diesel, fu disarmato nel 1929 e radiato l'anno seguente.
Venne quindi demolito.